# Eswatini Airlink

Altes Logo der Swaziland Airlink bis 2018

Eswatini Airlink (bis 2018 Swaziland Airlink) war die nationale Fluggesellschaft Eswatinis mit Sitz in Manzini und Basis auf dem Internationalen Flughafen König Mswati III. Sie wurde im Juni 2022 eingestellt und die Verbindungen von der südafrikanischen Muttergesellschaft Airlink bzw. der Eswatini Air übernommen.

## Geschichte
Im Jahr 1999 gründete die Regierung Swasilands als Mehrheitsbeteiligter (60 %) zusammen mit der südafrikanischen Fluggesellschaft Airlink ein Joint Venture namens Swaziland Airlink Pty Ltd. als Nachfolgerin der staatlichen Fluggesellschaft Royal Swazi National Airways. Die Aufnahme des Flugbetriebs erfolgte im April 1999, bis September 2012 mit eigenen Flugzeugen unter einer AOC von Swasiland. Seit 2012 überließ Swaziland Airlink, bzw. nunmehr Eswatini Airlink die Erbringung von Flugdiensten insgesamt der südafrikanischen Muttergesellschaft. Sie nutzte Flugzeuge, Besatzung, Verkehrsrechte, AOC und die Flugdienstlizenz von Airlink.
Swaziland Airlink kooperierte wie auch die südafrikanische Airlink (die zeitweise unter der Marke South African Airlink operierte) mit South African Airways. Neben dem gemeinsamen Vielfliegerprogramm Voyager bestehen auch Codeshare-Abkommen zwischen den Gesellschaften.
Seit 2006 stand Swaziland Airlink auf der Liste der Betriebsuntersagungen für den Luftraum der Europäischen Union. Am 10. April 2014 wurde dieses Verbot jedoch aufgehoben.
Nach der Umbenennung von Swasiland in Eswatini im Jahr 2018 wechselte auch der Name der Airline von Swaziland Airlink zu Eswatini Airlink, während das Logo beibehalten wurde. Das Logo der Fluggesellschaft ist angelehnt an das Logo der Muttergesellschaft Airlink und weist die Farben der Flagge Südafrikas aus.
Ab 11. Juni 2020 sollte Eswatini Airlink erstmals mit einem Air Operator Certificate (AOC) von Eswatini operieren, was bis Oktober 2021 noch nicht umgesetzt wurde. Anfang 2022 stellte das Königreich seine neue nationale Fluggesellschaft Eswatini Air vor. Am 21. April 2022 wurde die Einstellung des Betriebes zum 1. Juni 2022 angekündigt.

## Flugziele
Eswatini Airlink führte mehrmals täglich Linienflüge von Eswatini nach Johannesburg durch. Dort bestand Anschluss an das internationale Streckennetz der Muttergesellschaft South African Airways. Zudem wurden Fracht- und Charterflüge zu anderen Ländern im südlichen Afrika angeboten, beispielsweise nach Lesotho oder Mosambik.

## Flotte

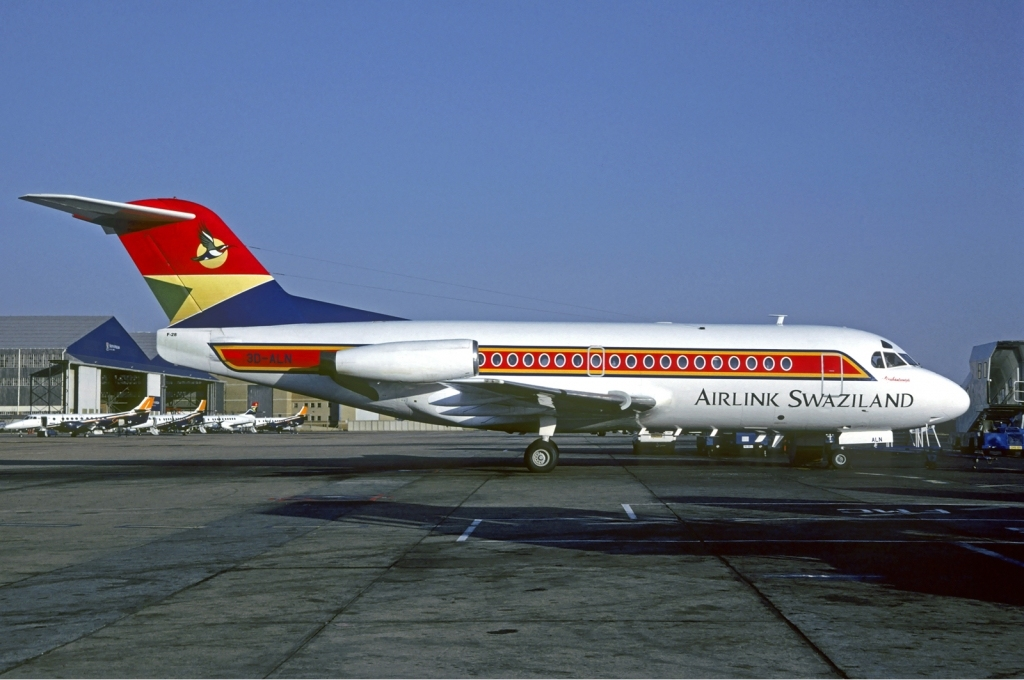
Fokker F28-3000 der Swaziland Airlink im Jahr 1999

Eswatini Airlink nutzte Flugzeuge der Muttergesellschaft Airlink und verfügte am Ende über keine eigene Flotte mehr.
Mit Stand März 2017 bestand die Flotte der Swaziland Airlink aus einer 16,4 Jahre alten Embraer ERJ 135LR mit 37 Sitzplätzen.
Laut Website des Unternehmens bestand die Flotte aus:
- Cessna Grand Caravan
- BAE Jetstream 4100
- Embraer ERJ-135
- Embraer ERJ-140
- Embraer R-JET 190